# Салащенко, Иван Архипович
Иван Архипович Салащенко — советский государственный и хозяйственный деятель.

## Биография
Родился в 1912 году в селе Ковяги. Член КПСС.
С 1941 года — на хозяйственной работе.
В 1941—1982 гг.:
- начальник цеха на Горьковском авиационном заводе,
- начальник производства, главный инженер, директор Новосибирского авиационного завода им. В. П. Чкалова,
- председатель Западно-Сибирского совнархоза (г. Новосибирск),
- заместитель министра авиационной промышленности СССР.

Делегат XXII съезда КПСС.
Умер в Москве в 1982 году.